# 松並早苗
松並 早苗（まつなみ さなえ、1964年4月6日 - ）は、日本の元女子バレーボール選手。

## 来歴
大阪府守口市出身。四天王寺高校を経て、1983年に日本リーグの東洋紡（当時）に入部。翌1984年に第17回日本リーグの新人賞を獲得。1985年の日本リーグにおいて、東洋紡の準優勝に大きく貢献し、敢闘賞を受賞した。

## 所属チーム
- 四天王寺高校
- 東洋紡（1983年 - 1987年）

## 受賞歴
- 1983年 - 第32回都市対抗 若鷲賞
- 1984年 - 第17回日本リーグ 新人賞
- 1985年 - 第18回日本リーグ 敢闘賞
- 1985年 - ワールドカップ ベストサーバー賞